# 张继煦

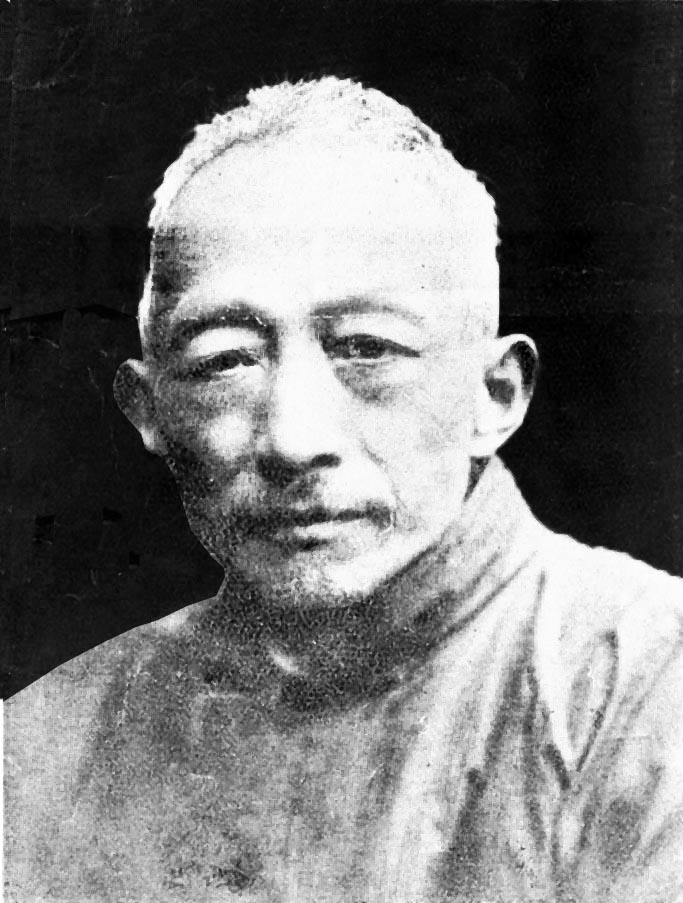

张继煦（1877年12月12日—1955年12月21日），又名张勋，号春霆。湖北枝江人。中国教育家。

## 生平
1877年12月12日生于枝江县一个书香世家，幼年家中读私塾，15岁考中秀才，选送至武昌经心书院、两湖书院学习，24岁考中举人。
光绪二十八年（1902年），他获官费留学日本东京弘文学院师范科。1903年1月，他和刘成禺等人创办《湖北学生界》。1905年，他加入中国同盟会。同年他归国参加乡试，中举人。此后，他历任湖北省学务公所实业科长，湖北省立第一师范学校校长，教育部视学、普通教育司司长、代理教育总长，安徽省教育厅厅长。在安徽省教育厅厅长任内，他力争“教育经费独立”，还同情并支持进步学生活动。
1922 年1月，他任国立武昌高等师范学校校长。1923年9月该学校更名为国立武昌师范大学，他仍任校长。1924年9月，因学校经费困难，他被迫辞去国立武昌师范大学校长职务。此后他历任湖北省政府视察、湖北省通志馆总纂、武昌荆南中学校长、湖北师范学院教务长。
抗日战争期间，他拒绝了日军出面组织维持会的要求。
中华人民共和国成立后，他历任武汉市参事室参事、湖北省参事室参事、武汉市人民政府委员等职。1955年12月21日于武昌逝世。
他长期从事教育、文史资料整理、版本学研究。他曾经主办国音传习所，在全中国推广国语。

## 著作
- 《异字考》
- 《张文襄公治鄂记》